# Филлипс, Молли
Мо́лли До́рин Фи́ллипс (англ. Mollie Doreen Phillips; 27 июля 1927, Лондон, Великобритания — 15 декабря 1994, Ламбет) — британская фигуристка, бронзовый призёр чемпионата Европы 1933 года в парном катании.
Молли Филлипс выступала в женском одиночном катании, приняла участие в двух Олимпиадах: 1932 и 1936. Также выступала в парном катании с Родни Мёрдоком. В 1933 году пара заняла третье место на чемпионате Европы.
По окончании спортивной карьеры работала арбитром, в 1956 году судила на Олимпийских играх соревнования среди женщин.

## Спортивные достижения

### Женщины
| Соревнования/Сезоны | 1932 | 1933 | 1934 | 1935 | 1936 |
| ------------------- | ---- | ---- | ---- | ---- | ---- |
| Зимние Олимпиады    | 9    |      |      |      | 16   |
| Чемпионаты мира     | 9    |      | 9    |      | 7    |
| Чемпионаты Европы   |      | 7    | 9    | 8    |      |

### Пары
| Соревнования/Сезоны | 1933 |
| ------------------- | ---- |
| Чемпионаты Европы   | 3    |